# Wilfried Geeroms
Wilfried Geeroms, född 14 juli 1941, död 4 maj 1999, var en friidrottare från Belgien. Han deltog vid olympiska sommarspelen 1964 och olympiska sommarspelen 1968.